# Kvíc
Kvíc (dříve Kvíc Velký, Velká Kvíc či Velká Kvíce) je vesnice, část města Slaný v okrese Kladno ve Středočeském kraji. Leží od něj asi dva kilometry jihozápadně, dále od Slaného než jeho sesterská ves Kvíček.

## Historie
Oblast Kvíce byla osídlena již od pravěku, jak doložil archeologický výzkum z roku 2008 v Kvíčku, během nějž byla odkryta i skupina kostrových hrobů z přelomu 9. a 10. století. Obě vsi měly pravděpodobně stejného zakladatele, díky dostatku prostoru se ale Kvíc Velký vyvíjel ve středověku výrazně rychleji než Kvíc Malý sevřený v úzkém údolí. Vznikl zde nejdříve poplužní dvůr s rozsáhlými poli, vinicemi, chmelnice, mlýnem a několika rybníky, později pak i kamenná tvrz, která sloužila jako vladycké sídlo. Na ní jsou k roku 1316, v rámci první písemné zmínky o vesnici, uváděni Dykéř, Havel, Pechanec a Vícemil z Kvíce.
V roce 1425 zde sídlil Vítek z Kvíce, jenž padl, když husitská vojska vedená Janem Roháčem z Dubé dobyla 17. dubna onoho roku Slaný. Dalšími vzpomínanými vladyky byli v roce 1520 Jindřich Selmický z Cítova, v letech 1523–1524 Jindřich Bořita z Martinic, poté do roku 1579 Štrauchové z Chlumku. Obec během 16. století vzkvétala, ale po rodině Štrauchů již další majitelé obce přímo na tvrzi nesídlili; ta tak začala upadat, až byla na začátku 17. století zbořena. Majitelem Kvíce se krátce stalo město Slaný, v roce 1583 jej spolu s Kvícem Malým a Bysní vlastnil Vodolan z rodu Pětipeských z Chýš a Egerberka. Pobělohorskými konfiskacemi byly oba Kvíce roku 1623 připojeny ke Smečnu. 
Kvíc Velký byl pak roku 1634, v rámci třicetileté války, vypálen armádou císaře Ferdinanda II. Štýrského a ves zpustla.
V polovině 17. století začala obnova vypálené vsi a došlo ke změně rodu názvu obou obcí; protože však práce postupovaly jen velmi zvolna, Velká Kvíc již nikdy počtem obyvatel Malou Kvíci nedohnala. Výstavba Velké Kvíce byla dokončena roku 1696, vznikla zde ovčárna, část polí ale byla připojena k přelícským. V 18. století byly u Kvíce otevřeny pískovcové a opukové lomy, její rozvoj byl ale brzděn připojením kvíckého dvora k smečenskému fideikomisu. Roku 1814 zde byla vystavěna panská cihelna, obě vsi však byly nadále zaměřené zejména na zemědělství. K roku 1827 měla Velká Kvíc krom dvora, mlýna a ovčína dalších 12 domů a celkem 86 obyvatel, k roku 1921 pak 47 domů a 327 obyvatel.

## Obyvatelstvo
| Rok            | 1869 | 1880 | 1890 | 1900 | 1910 | 1921 | 1930 | 1950 | 1961 | 1970 | 1980 | 1991 | 2001 | 2011 | 2021 |
| -------------- | ---- | ---- | ---- | ---- | ---- | ---- | ---- | ---- | ---- | ---- | ---- | ---- | ---- | ---- | ---- |
| Počet obyvatel | 171  | 232  | 290  | 267  | 320  | 327  | 529  | 453  | 444  | 445  | 463  | 439  | 407  | 462  | 467  |
| Počet domů     | 18   | 24   | 30   | 33   | 40   | 47   | 95   | 117  | 117  | 126  | 130  | 148  | 159  | 176  | 176  |

## Obecní správa
Při sčítání lidu v letech 1850–1879 Kvíc byla osadou obce Kvíc v okrese Slaný. V letech 1880–1960 byla samostatnou obcí, se kterým patřila nejprve do okresu Slaný, ale od roku 1960 v okrese Kladno. Od 1. července 1960 je částí města Slaný v okrese Kladno. V letech 1880–1960 k obci patřil Kvíček.

## Doprava
Mezi roky 1919 a 1921 byla vystavěna silnice ze Slaného do Smečna, která obešla Kvíc z východu.
Na konci osmdesátých let 20. století byl nad Kvící otevřen most silnice I/7; práce na rozšíření tohoto úseku na čtyřproudovou dálnici D7, v rámci nichž má na 21. kilometru vzniknout mimoúrovňová křižovatka Kvíc, jsou plánovány na období 2021–2024.
Veřejná doprava je ve Kvíci řešena autobusovou linkou ČSAD MHD Kladno a.s., autobusová linka číslo 627 (Slaný–Smečno) vznikla po rozšíření systému Pražské integrované dopravy do oblasti Slánska.

## Pamětihodnosti
- Kaplička na návsi z roku 1892
- Hrušeň – Zelenka, památný strom o výšce šestnáct metrů a obvodu 330 centimetrů[9]
- Historická hasičská zbrojnice

## Galerie

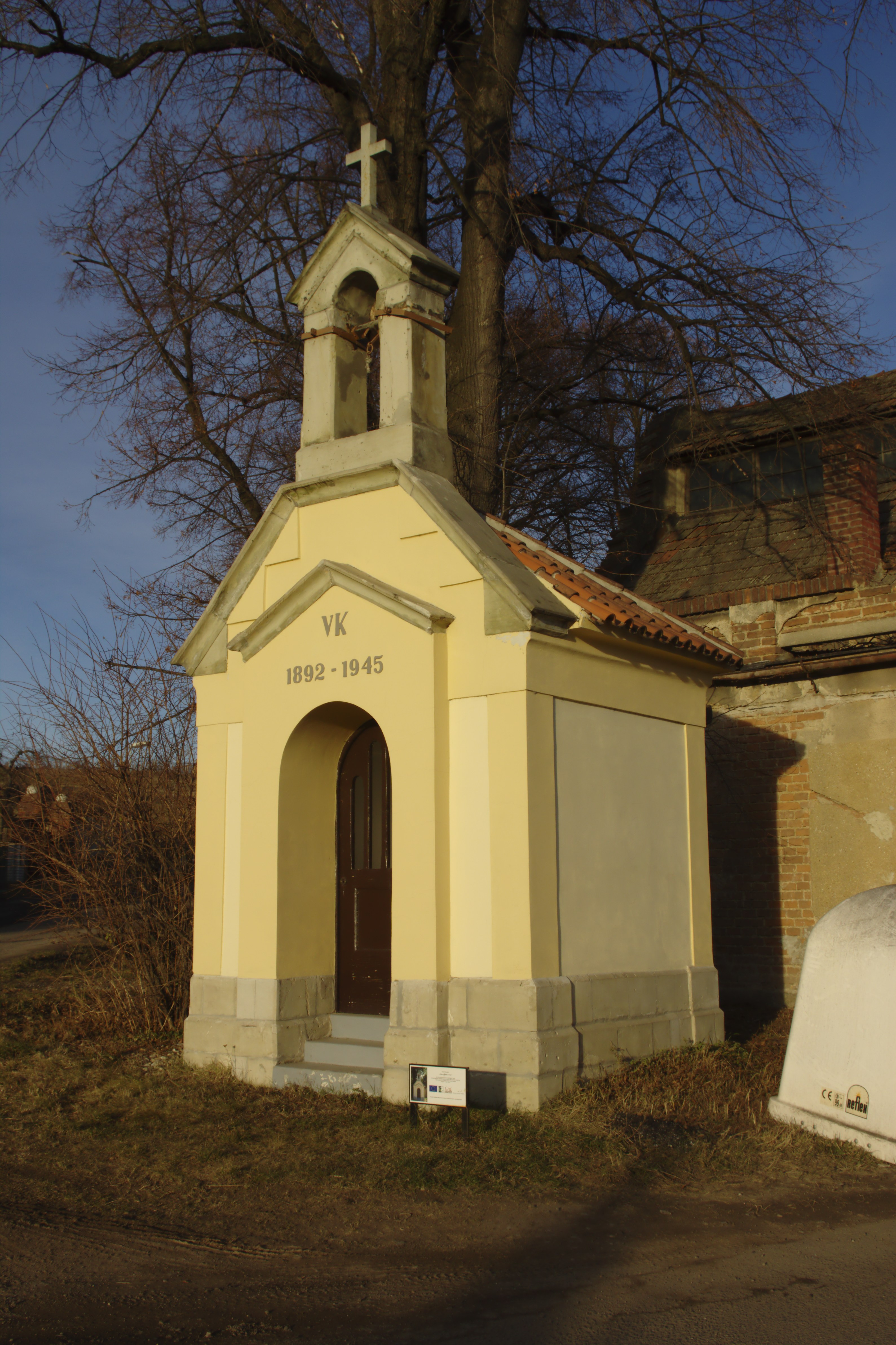
Kaplička ve Kvíci
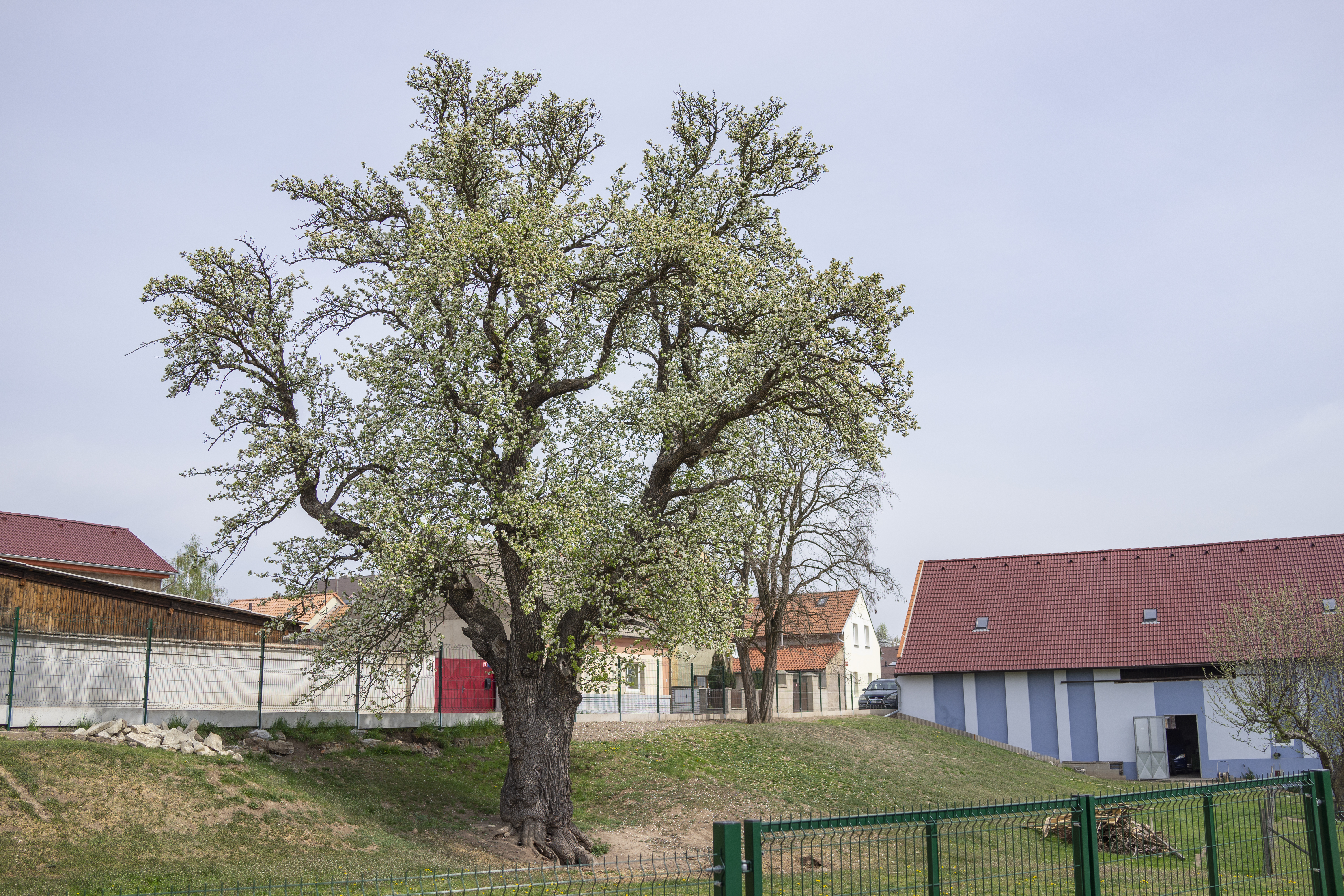
Hrušeň Zelenka
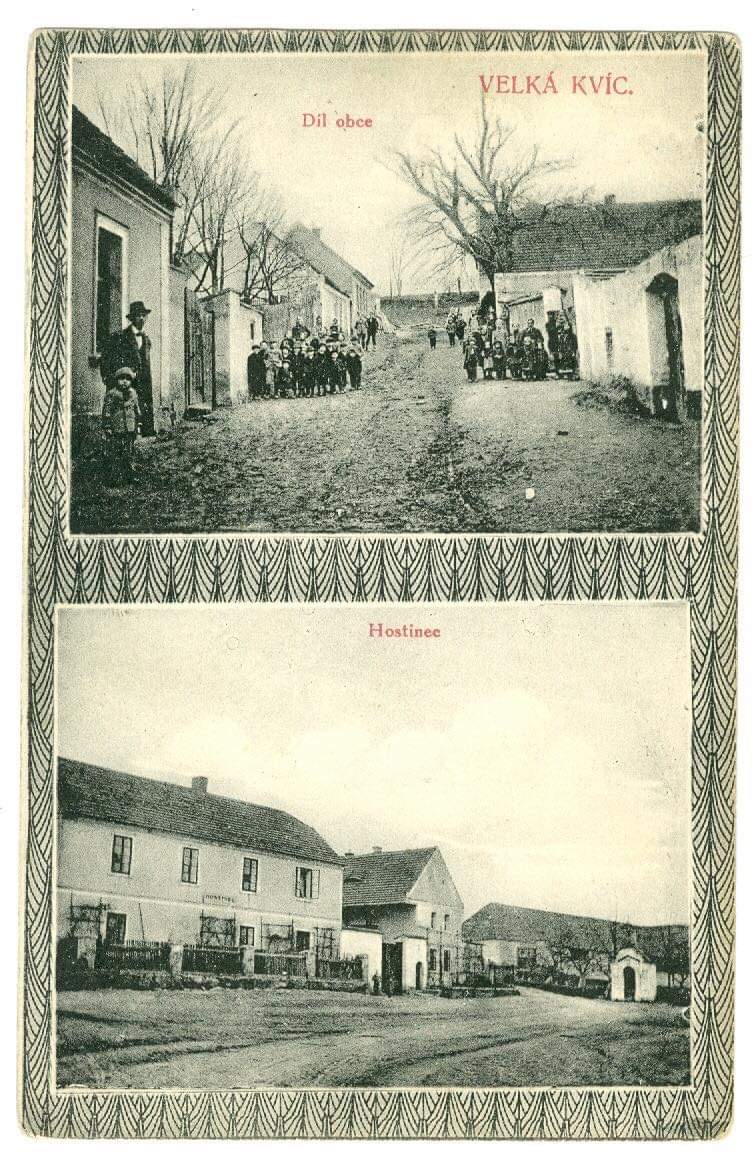
Kvíc na historické pohlednici